# Wolper
Wolper (en luxembourgeois : Wuelper ) est une localité de la commune luxembourgeoise de Consdorf située dans le canton d'Echternach.